# Campeonato Mundial de Micro-Estrellas del CMLL
El Campeonato Mundial de Micro-Estrellas del CMLL (CMLL World Micro-Estrellas Championship en inglés) es un campeonato de lucha libre profesional dentro del Consejo Mundial de Lucha Libre. Este campeonato se compite exclusivamente en la división "Micro-Estrellas", o "Micros", donde todos los competidores son "personas pequeñas". El campeón actual es Micro Gemelo Diablo I, quien se encuentra en su primer reinado.
El campeonato se reveló el 11 de diciembre de 2019 sin revelar cómo se determinaría el primer campeón. El campeonato es el primer campeonato mexicano para personas pequeñas. Como es un campeonato de lucha libre profesional, no se gana legítimamente; en cambio, se gana a través de un final con guion de un combate o se otorga a un luchador debido a una rivalidad.

## Historia
Los orígenes de la división "Micro-Estrella" se encuentran en la lucha de enanos, que en México se popularizó en la década de 1970 cuando los promotores utilizaron el concepto estadounidense y una cantidad de personas mexicanas pequeñas actuaron como una "atracción especial" en espectáculos de lucha libre. En los primeros días se vio la popularidad de luchadores como Gran Nikolai, Pequeño Goliat y Arturito (inspirados en R2-D2), especialmente entre los niños. En la década de 1980, la lucha enana era menos popular en México, especialmente porque pocos luchadores nuevos se habían unido a la división. A principios de la década de 1990, el Consejo Mundial de Lucha Libre (CMLL), la promoción de lucha libre más antigua de México, creó un nuevo concepto, la división "Mini-Estrella". La división fue creada por Antonio Peña, que trabajaba para CMLL en ese momento, a quien se le ocurrió la idea de usar a las personas pequeñas y los luchadores cortos juntos y hacer que las Mini-Estrellas funcionen como versiones más pequeñas de los luchadores populares de la época. Peña y CMLL crearon el Campeonato Mundial de Minis del CMLL en 1992, que se considera el nacimiento oficial de la división. La división "Mini-Estrellas" contó con una serie de luchadores hábiles y de alto vuelo que ayudaron a que el concepto fuera un éxito inmediato, reemplazando la lucha libre de Midget con la división Mini-Estrellas en México.
El 30 de abril de 2017, CMLL comenzó a promocionar una serie de luchas para la división "Micro-Estrellas", con todos los competidores como personas pequeñas con enanismo. La primera lucha en la nueva división vio a Microman y Gallito derrotar al equipo de Mije y Zacarías. El combate incluso tuvo un micro árbitro como lo harían las luchas de Micro-Estrella en el futuro. Antes del combate, Gallito, Mije y Zacarias habían trabajado como Mascotas para varios luchadores de CMLL y se involucraron físicamente en partidos, pero casi nunca lucharon. En los años siguientes, las Micro-Estrellas se convirtieron en una característica habitual en los programas de CMLL, lo que llevó a la primera Lucha de Apuestas de "Micro-Estrellas", máscara contra máscara entre Microman y Chamuel en el 86th Aniversario del CMLL, que vio a Chamuel perder y verse obligado a desenmascarar. El 11 de diciembre de 2019, en el CMLL Informa presentó el Campeonato Mundial de Micro-Estrellas del CMLL y dio a conocer el cinturón de campeonato de tamaño apropiado.

## Campeones

### Campeón actual
El actual campeón es Micro Gemelo Diablo I, quien se encuentra en su primer reinado como campeón. Diablo I ganó el campeonato luego de derrotar al excampeón Chamuel el 30 de octubre de 2022 en Domingos Arena México.
Diablo I aun no registra hasta el 9 de agosto de 2025 las siguientes defensas televisadas:

### Lista de campeones
|   | Luchador              | N.º | Fecha                   | Días | Show o evento         | Notas y referencias |
| - | --------------------- | --- | ----------------------- | ---- | --------------------- | --- |
| 1 | Chamuel               | 1   | 25 de diciembre de 2019 | 1040 | Función de Navidad    | Fue un Torneo Cibernetico Elimination Match, donde Chamuel eliminó finalmente a Microman para coronar al primer campeón. |
| 2 | Micro Gemelo Diablo I | 1   | 30 de octubre de 2022   | 657  | Domingos Arena México | |
| — | Vacante               | —   | 17 de agosto de 2024    | —    | —                     | |
| 3 | Tengu                 | 1   | 1 de enero de 2025      | 220+ | CMLL Sin Salida       | Tengu derrotó a KeMalito pata ganar el título vacante.                                                                   |

### Total de días con el título
La siguiente lista muestra el total de días que un luchador ha poseído el campeonato, si se suman todos los reinados que posee. Actualizado a la fecha del 9 de agosto de 2025.
| + | Indica al campeón actual |

| N.º | Campeón               | Reinados | Total de días |
| --- | --------------------- | -------- | ------------- |
| 1   | Chamuel               | 1        | 1040          |
| 2   | Micro Gemelo Diablo I | 1        | 657           |
| 3   | Tengu                 | 1        | 220+          |